# Madagaszkári kakukk
A madagaszkári kakukk (Cuculus rochii) a madarak osztályának kakukkalakúak (Cuculiformes) rendjébe, ezen belül a kakukkfélék (Cuculidae) családjába tartozó faj.

## Rendszerezése
A fajt Gustav Hartlaub német orvos és ornitológus írta le 1863-ban.

## Előfordulása
Madagaszkár szigetén fészkel, telelni Afrikába, Burundi, a Dél-afrikai Köztársaság, a Kongói Demokratikus Köztársaság, Kenya, Malawi, Mozambik, Ruanda, Tanzánia, Uganda és Zambia területére vonul. 
Természetes élőhelyei a szubtrópusi és trópusi síkvidéki esőerdők, szavannák és cserjések, valamint ültetvények és másodlagos erdők.

## Megjelenése
Testhossza 28 centiméter, testtömege 64-65 gramm.

## Természetvédelmi helyzete
Az elterjedési területe rendkívül nagy, egyedszáma pedig stabil. A Természetvédelmi Világszövetség Vörös listáján nem fenyegetett fajként szerepel.